# Багдасарян, Месроп Семёнович
Месроп Семёнович Багдасарян (арм. Մեսրոպ Սիմոնի Բաղդասարյան, азерб. Mesrop Semyonoviç Baqdasaryan; 9 мая 1894, Джебраильский уезд — 1981, Гадрутский район) — советский виноградарь, Герой Социалистического Труда (1950).

## Биография
Родился 9 мая 1894 года в селе Эдилли Джебраильского уезда Елизаветпольской губернии (ныне Ходжавендский район Азербайджана).
Участник Великой Отечественной войны.
С 1945 года колхозник, звеньевой колхоза имени Касумяна Гадрутского района НКАО Азербайджанской ССР. В 1949 году получил урожай винограда 135,5 центнеров с гектара на площади 3,5 гектаров. 
Указом Президиума Верховного Совета СССР от 8 августа 1950 года за получение высоких урожаев винограда в 1949 году Багдасаряну Месропу Семёновичу присвоено звание Героя Социалистического Труда с вручением ордена Ленина и золотой медали «Серп и Молот».
С 1967 года пенсионер союзного значения.
Активно участвовал в общественной жизни Азербайджана. Член КПСС с 1938 года.
Скончался в 1981 году.